# Lamotte-Beuvron
Lamotte-Beuvron és un municipi francès, situat al departament del Loir i Cher i a la regió de Centre – Vall del Loira. L'any 2007 tenia 4.581 habitants.

## Demografia

### Població
El 2007 la població de fet de Lamotte-Beuvron era de 4.581 persones. Hi havia 1.978 famílies, de les quals 657 eren unipersonals (215 homes vivint sols i 442 dones vivint soles), 670 parelles sense fills, 505 parelles amb fills i 146 famílies monoparentals amb fills.
La població ha evolucionat segons el següent gràfic:
Habitants censats

### Habitatges
El 2007 hi havia 2.315 habitatges, 1.999 eren l'habitatge principal de la família, 123 eren segones residències i 193 estaven desocupats. 1.749 eren cases i 553 eren apartaments. Dels 1.999 habitatges principals, 1.187 estaven ocupats pels seus propietaris, 761 estaven llogats i ocupats pels llogaters i 51 estaven cedits a títol gratuït; 38 tenien una cambra, 138 en tenien dues, 464 en tenien tres, 612 en tenien quatre i 746 en tenien cinc o més. 1.428 habitatges disposaven pel capbaix d'una plaça de pàrquing. A 981 habitatges hi havia un automòbil i a 659 n'hi havia dos o més.

### Piràmide de població
La piràmide de població per edats i sexe el 2009 era:
| Homes | Edats   | Dones |
| ----- | ------- | ----- |
| 4     | 95 o +  | 16    |
| 4     | 90 a 94 | 60    |
| 44    | 85 a 89 | 28    |
| 48    | 80 a 84 | 88    |
| 72    | 75 a 79 | 152   |
| 120   | 70 a 74 | 128   |
| 72    | 65 a 69 | 132   |
| 112   | 60 a 64 | 128   |
| 84    | 55 a 59 | 116   |
| 124   | 50 a 54 | 120   |
| 124   | 45 a 49 | 108   |
| 156   | 40 a 44 | 180   |
| 148   | 35 a 39 | 144   |
| 140   | 30 a 34 | 196   |
| 117   | 25 a 29 | 120   |
| 72    | 20 a 24 | 88    |
| 144   | 15 a 19 | 92    |
| 152   | 10 a 14 | 144   |
| 136   | 5 a 9   | 132   |
| 112   | 0 a 4   | 104   |

## Economia
El 2007 la població en edat de treballar era de 2.700 persones, 2.024 eren actives i 676 eren inactives. De les 2.024 persones actives 1.827 estaven ocupades (936 homes i 891 dones) i 197 estaven aturades (109 homes i 88 dones). De les 676 persones inactives 282 estaven jubilades, 201 estaven estudiant i 193 estaven classificades com a «altres inactius».

### Ingressos
El 2009 a Lamotte-Beuvron hi havia 2.047 unitats fiscals que integraven 4.588,5 persones, la mediana anual d'ingressos fiscals per persona era de 17.580 €.

### Activitats econòmiques
Dels 268 establiments que hi havia el 2007, 2 eren d'empreses extractives, 10 d'empreses alimentàries, 2 d'empreses de fabricació de material elèctric, 1 d'una empresa de fabricació d'elements pel transport, 14 d'empreses de fabricació d'altres productes industrials, 35 d'empreses de construcció, 67 d'empreses de comerç i reparació d'automòbils, 10 d'empreses de transport, 21 d'empreses d'hostatgeria i restauració, 6 d'empreses d'informació i comunicació, 14 d'empreses financeres, 11 d'empreses immobiliàries, 25 d'empreses de serveis, 27 d'entitats de l'administració pública i 23 d'empreses classificades com a «altres activitats de serveis».
Dels 79 establiments de servei als particulars que hi havia el 2009, 1 era una oficina d'administració d'Hisenda pública, 1 gendarmeria, 1 oficina de correu, 5 oficines bancàries, 1 funerària, 7 tallers de reparació d'automòbils i de material agrícola, 2 tallers d'inspecció tècnica de vehicles, 1 autoescola, 6 guixaires pintors, 9 fusteries, 6 lampisteries, 5 electricistes, 4 empreses de construcció, 7 perruqueries, 2 veterinaris, 2 agències de treball temporal, 9 restaurants, 5 agències immobiliàries, 2 tintoreries i 3 salons de bellesa.
Dels 32 establiments comercials que hi havia el 2009, 3 eren supermercats, 1 una gran superfície de material de bricolatge, 1 una botiga de més de 120 m², 4 fleques, 5 carnisseries, 1 una peixateria, 5 botigues de roba, 1 una botiga d'equipament de la llar, 1 una sabateria, 1 una botiga d'electrodomèstics, 2 botigues de material esportiu, 1 una botiga de material de revestiment de parets i terra, 2 perfumeries i 4 floristeries.
L'any 2000 a Lamotte-Beuvron hi havia 11 explotacions agrícoles que ocupaven un total de 116 hectàrees.

## Equipaments sanitaris i escolars
El 2009 hi havia 1 hospital de tractaments de mitja durada (seguiment i rehabilitació), 1 centre de salut, 2 farmàcies i 1 ambulància.
El 2009 hi havia 1 escola maternal i 1 escola elemental. Lamotte-Beuvron disposava d'un col·legi d'educació secundària amb 542 alumnes.

## Poblacions més properes
El següent diagrama mostra les poblacions més properes.